# L. Stephen Coles
L. Stephen Coles, voluit Leslie Stephen Coles (New York, 19 januari 1941 – Scottsdale, 3 december 2014) was een Amerikaans wetenschapper gespecialiseerd in het bestuderen van supereeuwelingen en veroudering.

## Biografie
Coles werd geboren in 1941. Hij studeerde Bachelor of Science in Elektrotechniek alsook wiskunde, alvorens hij zijn Ph.D behaalde in communicatiewetenschappen. Later studeerde hij nog gynaecologie. In 1990 was hij de medeoprichter van de Gerontology Research Group en deed onderzoek naar de veroudering van de mens. De GRG focust zich vooral op het verifiëren van de leeftijden van supereeuwelingen (110-plussers). 
Coles overleed eind 2014 aan pancreaskanker. Zijn lichaam wordt door de wetenschap bewaard. 